# Элия Капитолина
Э́лия Капитоли́на (лат. Aelia Capitolina — Colonia Aelia Capitolina) — римская колония, построенная в 135 году на месте Иерусалима, разрушенного императором Адрианом после подавления Второго еврейского восстания (132—135 годы). Градостроительная концепция того, что сегодня называется «Старым городом», сформировалась в результате именно этого строительства.

## Обстоятельства возникновения
Когда Адриан дал обет восстановить Иерусалим из руин, оставшихся после Первой Иудейской войны 66-73 гг., он полагал реконструировать город в качестве дара еврейскому народу. Евреи в надежде ждали; однако затем, после того, как в 130 г. Адриан посетил развалины Иерусалима, ему сказали, что восстановление Второго Храма создало бы почву для подстрекательств к мятежу. Тогда он решил заново отстроить Иерусалим в стиле типичного языческого римского города, который будет населён его легионерами. Новые планы Адриана включали храмы крупных местных божеств и некоторых римских богов — в частности, он построил большой храм Юпитера Капитолина. Храм был построен на месте прежнего еврейского Храма, на Храмовой Горе; а на том самом месте, где некогда находилась Святая Святых, была воздвигнута конная статуя Адриана. Он также наложил ограничения на некоторые еврейские практики. Всё это привело к начавшемуся в 132 г. восстанию иудеев под предводительством Шимона бар Кохбы, бросившему вызов римскому правлению — по свидетельству греческого историка Диона Кассия (155—235), «свирепой и затяжной войне».
Восставшие евреи овладели городом и соорудили временный Храм, где на короткое время возобновились жертвоприношения. Иерусалим оставался в руках повстанцев почти три года (132—135). Адриан отреагировал применением сокрушительной мощи, и в 135 г. подавил восстание. Восстание привело Адриана в ярость, и он исполнился решимости искоренить в провинции иудаизм. В результате конфликта погибло около полумиллиона евреев и город Иерусалим был переименован в Элию Капитолину и получил статус римской колонии. Обрезание было запрещено, евреям (формально — всем обрезанным мужчинам) было под страхом смерти запрещено входить в город, за исключением одного дня в году — праздника Тиша бе-ав (девятое ава) — день поста, в который евреи оплакивают разрушение обоих Храмов. (За последующие 200 лет единственным человеком, нарушившим это правило, был Филипп Араб. Запрет на посещение города евреями поддерживался вплоть до VII века и был отменен лишь Умаром ибн аль-Хаттабом.) Провинцию Иудея Адриан соединил с соседними провинциями, заменив название «Иудея» новым названием Сирия Палестина.
Взятые вместе, эти меры (которые также затронули евреев-христиан), в сущности, «секуляризовали» город.
В течение следующих 150 лет город оставался относительно не значимым языческим римским городом. В 325 году Константин Великий восстановил название Иерусалима, уже как христианского города.
В 326 году Елена Равноапостольная, мать римского императора Константина, совершает паломничество в Элию Капитолину и совместно с Макарием Иерусалимским занимается поисками Креста Животворящего.
В 363 году произошло Галилейское землетрясение, в результате которого пострадала и Элия Капитолина. Это землетрясение сорвало строительство Третьего Иерусалимского Храма, разрешенное Юлианом Отступником. Разрушенное землетрясением и пожаром строительство, а также скорая смерть Юлиана Отступника были восприняты христианами города как божий знак против евреев.
В 415 году при епископе Иоанне II в городе построена базилика Святой Сион (греч. Αγία Σιών).

## Название
Элия происходит от родового имени Адриана (Элий) (лат. Publius Aelius Hadrianus), в то время как Капитолина означало, что новый город был посвящён Юпитеру Капитолину. От латинского названия Элия происходит арабский термин Илайа (إلياء), раннее исламское название Иерусалима, фигурирующее в договоре Умара.

## План города
До конца античной эпохи город не имел стен и был защищён базой X легиона. Легион располагался в лагере, очевидно, раскинувшемся по всему западному холму города, и отвечал за недопущение возвращения в город евреев. Римляне контролировали соблюдение этого запрета вплоть до IV в.
Городской план Элии Капитолины повторял планировку типичного римского города, в котором главные магистрали пересекали городскую «сетку» по длине и ширине. Основой городской сетки являлись стандартные центральная дорога в направлении север-юг (кардо) и центральный путь в направлении восток-запад (декуманус). Однако, поскольку главная кардо поднималась по склону западного холма, и Храмовая Гора блокировала направление главного декумануса на восток, была добавлена вторая пара главных дорог; вторичная кардо шла вдоль долины Тиропеон, а вторичный декуманус проходил непосредственно к северу от Храмовой Горы. Главная адрианова кардо заканчивалась недалеко от своего пересечения с декуманусом, — там, где она упиралась в лагерь римского гарнизона, — но в византийский период она была продлена вдоль территории бывшего лагеря и достигала южных стен города.
Две кардины сходились возле Дамасских ворот, и оставшееся пространство занимала полукруглая пьяцца; на этой пьяцце был сооружён монумент в виде колонны, отсюда арабское название ворот — Баб эль-Амуд (Ворота Колонны). На других стыках между главными дорогами были сооружены тетрапилоны.
Эта структура улиц сохраняется в Старом Городе Иерусалима до настоящего времени. Первоначальная магистраль, с обеих сторон которой шли ряды колонн и магазинов, имела около 22 метров в ширину, однако за столетия постройки поглотили часть уличного пространства, и современные улочки, заменившие античную сеть, сейчас довольно узки. Значительные остатки западной кардо теперь открыты для обзора возле перекрёстка с Сук эль-Базаар, а остатки одного из тетрапилонов сохранены во францисканской часовне на пересечении Виа Долороза и Сук Хан эз-Зеит.
Согласно стандарту для новых римских городов, Адриан расположил форум на пересечении главной кардо и декумануса (ныне — местоположение (меньшего) Муристана). В непосредственной близости от форума, на пересечении той же кардо и другого декумануса, Адриан построил большой храм Венеры, позже ставший Храмом Гроба Господня; несмотря на разрушение в XI веке, приведшее к тому, что современный Храм занимает гораздо меньшую территорию, среди археологических объектов под Храмом обнаружены несколько внешних стен храма Адриана. На пути северного декумануса располагался Стратионов бассейн, поэтому Адриан перебросил над ним своды, добавил поверх них обширную мостовую и превратил это сооружение во вторичный форум; мостовую по-прежнему можно увидеть под монастырём Сестёр Сиона.

## Христианство
Согласно Евсевию, Иерусалимская церковь была разогнана дважды, в 70 и 135 гг. — с той разницей, что с 70 по 130 гг. епископы Иерусалимские носят явно еврейские имена, в то время как после 135 года епископы Элии Капитолины, по всей видимости, являются греками. Свидетельство Евсевия о продолжении существования церкви в Элии Капитолине подтверждается Бордосским Пилигримом.